# Ballon d'or 1986
Navigation
Édition précédente Édition suivante
Le Ballon d'or 1986 est un prix donné au meilleur joueur européen de football de l'année 1986. Il est attribué au Soviétique Igor Belanov qui évolue au Dynamo Kiev et devient ainsi le troisième joueur soviétique à recevoir le Ballon d'or après Lev Yachine et Oleg Blokhine.
Vingt-six votants, chacun de nationalités différentes, expriment leur choix ; Igor Belanov reçoit des points de 21 des 26 votants.

## Classement
| Rang | Nom                  | Club                                   | Sélection nationale  | Points |
| ---- | -------------------- | -------------------------------------- | -------------------- | ------ |
| 1    | Igor Belanov         | Dynamo Kiev                            | Union soviétique     | 84     |
| 2    | Gary Lineker         | FC Barcelone                           | Angleterre           | 62     |
| 3    | Emilio Butragueño    | Real Madrid                            | Espagne              | 59     |
| 4    | Preben Elkjær Larsen | Hellas Vérone                          | Danemark             | 22     |
| 4    | Manuel Amoros        | AS Monaco                              | France               | 22     |
| 6    | Oleksandr Zavarov    | Dynamo Kiev                            | Union soviétique     | 20     |
| 6    | Ian Rush             | Liverpool                              | Pays de Galles       | 20     |
| 8    | Helmuth Duckadam     | Steaua Bucarest                        | Roumanie             | 10     |
| 8    | Marco van Basten     | Ajax Amsterdam                         | Pays-Bas             | 10     |
| 10   | Alessandro Altobelli | Inter Milan                            | Italie               | 9      |
| 11   | Michel Platini       | Juventus                               | France               | 8      |
| 11   | Jean-Marie Pfaff     | Bayern Munich                          | Belgique             | 8      |
| 13   | Jan Ceulemans        | Club Bruges KV                         | Belgique             | 7      |
| 13   | Søren Lerby          | Bayern Munich / AS Monaco              | Danemark             | 7      |
| 15   | Morten Olsen         | RSC Anderlecht / FC Cologne            | Danemark             | 6      |
| 16   | Rinat Dasaev         | Spartak Moscou                         | Union soviétique     | 5      |
| 17   | Luis Fernandez       | PSG / Racing Club de Paris             | France               | 4      |
| 17   | Paulo Futre          | FC Porto                               | Portugal             | 4      |
| 17   | Harald Schumacher    | FC Cologne                             | Allemagne de l'Ouest | 4      |
| 17   | Ruud Gullit          | PSV Eindhoven                          | Pays-Bas             | 4      |
| 21   | Kenny Dalglish       | Liverpool                              | Écosse               | 3      |
| 21   | Jean Tigana          | Girondins de Bordeaux                  | France               | 3      |
| 21   | Pavel Yakovenko      | Dynamo Kiev                            | Union soviétique     | 3      |
| 24   | Karl-Heinz Förster   | VfB Stuttgart / Olympique de Marseille | Allemagne de l'Ouest | 2      |
| 24   | Lothar Matthäus      | Bayern Munich                          | Allemagne de l'Ouest | 2      |
| 26   | Michael Laudrup      | Juventus                               | Danemark             | 1      |
| 26   | Rudi Völler          | Werder Brême                           | Allemagne de l'Ouest | 1      |